# Aleyna Özgeçen
Aleyna Özgeçen (* 10. September 2003 in Istanbul) ist eine türkische Schauspielerin.

## Leben und Karriere
Aleyna Özgeçen wuchs in Istanbul auf. Ihr Debüt gab sie 2015 in der Serie Çanakkale Yüzyıllık Mühür. Im selben Jahr war sie in der Fernsehserie Gülperi zu sehen. Anschließend wurde sie 2020 für die Serie Zemheri gecastet.
2021 bekam Özgeçen in dem Netflixfilm Meine Tochter eine Hauptrolle. Von 2022 bis 2023 setzte sie ihre Karriere in Gecenin Ucunda fort. Zwischen 2023 und 2024 spielte Özgeçen in der Serie Kirli Sepeti mit.

## Filmografie
Filme
- 2018: Müslüm
- 2021: Meine Tochter (Beni Çok Sev)

Serien
- 2015: Çanakkale Yüzyıllık Mühür
- 2018–2019: Gülperi
- 2020: Zemheri
- 2022–2023: Gecenin Ucunda
- 2023–2024: Kirli Sepeti